# Петров (Брно)
Петров (чеш. Petrov) — скалистый холм в городе Брно, находящийся в юго-западной части кадастрового района Брно-город. На нём расположен национальный памятник культуры, собор Святых Петра и Павла, и резиденция Брненской епархии. Сама вершина также охраняется законом как памятник культуры с 1958 года и как национальный памятник культуры с 1998 года. Кроме собора Свв. Петра и Павла, на холме располагаются Денисовы сады, парк Студянка и Капуцинские сады.